# عضلة مشمرة
العضلة المشمرة أو الحَصِيفَة (بالإنجليزية: Cremaster muscle)‏ هي عضلة تغطي الخصية والحبل المنوي.

## التركيب
تكون العضلة المشمرة في ذكور الإنسان عبارة عن طبقة رقيقة من العضلات الملساء الموجودة في النفق الأربي وكيس الصفن بين الطبقات الخارجية والداخلية من اللفافة المنوية المحيطة بالخصية والحبل المنوي. العضلة المشمرة عبارة عن هيكل مزدوج يوجد واحد على كل جانب من الجسم.
من الناحية التشريحية تنشأ العضلة المشمرة الجانبية من العضلة المائلة الداخلية وهي أعلى من القناة الأربية ووسط الرباط الأربي. تنشأ العضلة المشمرة الوسطى -التي تكون غائبة أحيانًا- من حديبة العانة وأحيانًا قمة العانة الجانبية. يتم إدخال كلاهما في الغلالة الغمدية أسفل الخصية.

### الإمداد الدموي
يتم إمداد العضلة المشمرة بالدم عن طريق الشريان المشمري وهو فرع من الشريان الشرسوفي السفلي.

### الإمداد العصبى
يتم تغذية العضلة المشمرة من الفرع التناسلي للعصب الفخذي التناسلي حيث تتلقي تعصيبًا وإمدادًا وعائيًا مختلفًا بشكل واضح مقارنة بالعضلة المائلة الداخلية.

### التطوير
تتطور المشمرة إلى أقصى حد لها عند الذكور فقط؛ في الإناث يتم تمثيلها من خلال بضع حلقات عضلية فقط.
في الإناث تكون العضلة المشمرة أصغر وتوجد في رباط الرحم المستدير.
في الجرذان تبين أن عضلات المشمرة قد تطورت من بصيلة الرسني.

## الوظيفة

### الانكماش
وظيفة العضلة المشمرة هي رفع الخصيتين وخفضهما من أجل تنظيم درجة حرارة كيس الصفن من أجل التكوين الأمثل للحيوانات المنوية وبقاء الحيوانات المنوية الناتجة. يقوم بذلك عن طريق زيادة أو تقليل المساحة السطحية المكشوفة للأنسجة المحيطة مما يسمح بتبديد أسرع أو أبطأ لحرارة الجسم.
العضلة المشمرة هي عضلة لا إرادية ويمكن أن يحدث تقلص أثناء الإثارة الجنسية مما قد يمنع إصابة الخصيتين أثناء ممارسة الجنس.يحدث الانكماش أيضًا أثناء القذف.
يمكن أن يحدث الانكماش أيضًا خلال لحظات الخوف الشديد ربما للمساعدة في تجنب إصابة الخصيتين أثناء التعامل مع حالة استجابة الكر أو الفر.  
سريريًا يمكن إظهار قوس منعكس يسمى منعكس المشمر عن طريق التمليس الخفيف بجلد الفخذ الداخلي لأسفل من الورك باتجاه الركبة، هذا يحفز الألياف الحسية للعصب اللفائفي الذي يدخل الحبل الشوكي في مستوي الفقرة القطنية الأولي. وتحفز الألياف الحسية الحركية للفرع التناسلي للعصب الفخذي التناسلي (أيضًا في مستوى الفقرة القطنية الأولي)، مما يوفر تعصيبًا للعضلات المشمرة مما يؤدي إلى تقلص العضلات وارتفاع الخصيتين، ويؤدي هذا إلى تقلص العضلة المشمرة في نفس الجانب بسرعة، مما يؤدي إلى رفع الخصية. [بحاجة لمصدر]
يمكن أن تنقبض العضلة المشمرة إراديًا عن طريق أداء تمرين كيجل (التي تجعل العضلة تنقبض بطريقة ما) أو عن طريق ثني وشد عضلات البطن.

## الأهمية السريرية
تعاني العضلة المشمرة أحيانًا من تشنجات أو تقلصات مؤلمة عند الذكور البالغين والتي يمكن أن تكون مزمنة ومنهكة. يتراوح علاج هذه التشنجات من الجراحة البسيطة إلى الحقن بذيفان السجقية إلى الاستخدام المنتظم للحرارة لإرخاء العضلات. يبدو أن الجراحة بما في ذلك استئصال العضلة المشمرة قادرة على توفير الراحة الكاملة من هذه الحالة دون آثار جانبية كبيرة.

## التاريخ
يشتق اسم العضلات المشمرة من اللغة الإغريقية ( (باليونانية: κρεμάννυμι)‏ ).

## صور إضافية

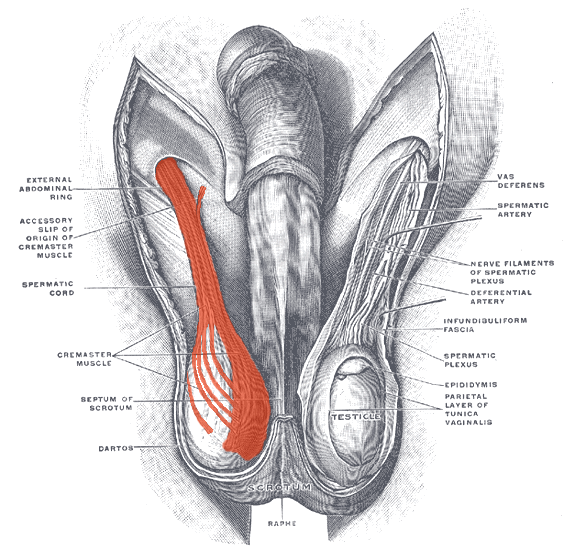
كيس الصفن.
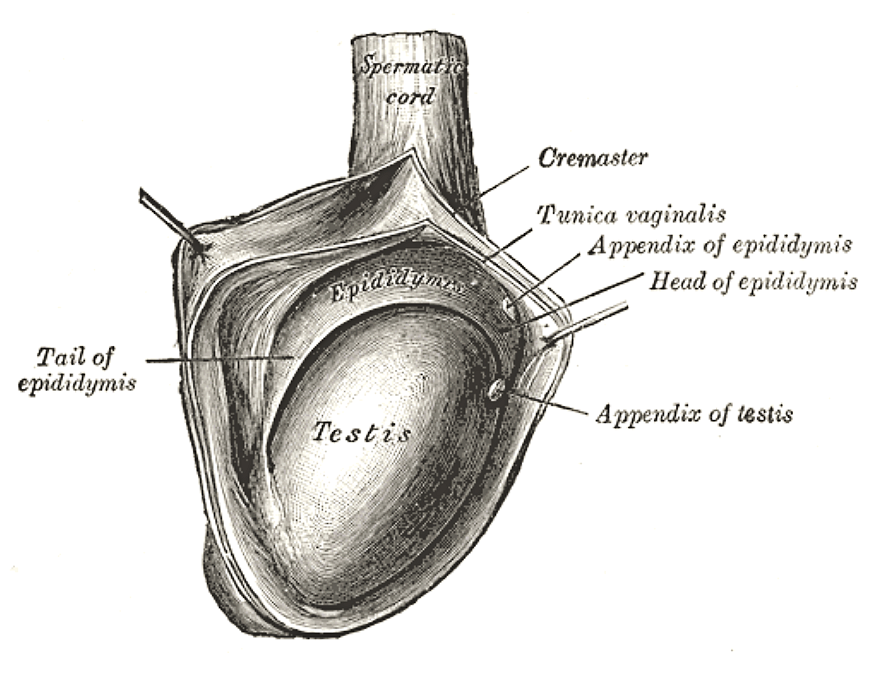
يتم الكشف عن الخصية اليمنى عن طريق فتح الغلالة الغمدية.

## روابط خارجية
- صور تشريحية:36:07-0102 في مركز داونستيت الطبي التابع لجامعة نيويورك - "المنطقة الأربية وكيس الصفن والخصيتين-طبقات الحبل المنوي"